# AmericanConnection
AmericanConnection — торговая марка (или бренд) американской авиакомпании American Airlines, используемая региональной авиакомпанией Chautauqua Airlines для пассажирских перевозок через транзитный узел (хаб) в Международном аэропорту Сент-Луис имени Ламберта. Холдинговая корпорация AMR Corporation, в которую входит American Airlines, использует ещё один бренд American Eagle Airlines для дочерних региональных авиакомпаний под общим управлением AMR Corporation для осуществления пассажирских перевозок через другие транзитные узлы страны.
Под брендом AmericanConnection ежедневно совершается более 180 рейсов в 23 аэропорта Соединённых Штатов Америки, все эти рейсы выполняются в составе перевозок глобального авиационного альянса Oneworld.

## Флот
| Тип самолёта    | Всего | Число мест | Направления                                     | Эксплуатант         |
| --------------- | ----- | ---------- | ----------------------------------------------- | ------------------- |
| Embraer ERJ-140 | 15    | 44         | Международный аэропорт Сент-Луис имени Ламберта | Chautauqua Airlines |

Примечание: все салоны одноклассной компоновки.

## История
До появления бренда AmericanConnection перевозчики работали с авиакомпанией Trans World Airlines под торговой маркой Trans World Express.
Под брендом AmericanConnection работали авиакомпания RegionsAir — до марта 2007 года и авиакомпания Trans States Airlines — до мая 2009 года.

## Авиапроисшествия и несчастные случаи
- 12 июня 2006 года, рейс 5526 Вашингтон (Колумбия) — Сент-Луис (Миссури), Embraer ERJ 145. Самолёт совершил аварийную посадку в Международному аэропорту Питтсбурга после отказа гидравлической системы. Сразу же после совершения посадки отказала и резервная гидравлическая система.
- 19 октября 2004 года, рейс 5966 авиакомпании RegionsAir Международный аэропорт Сент-Луис (Миссури) — Региональный аэропорт Кирксвилл (Миссури), Handley Page Jetstream регистрационный номер N875JX. При заходе на посадку в ночных условиях самолёт шёл ниже глиссады, зацепил деревья и разбился перед взлётно-посадочной полосой аэропорта. Из 15 человек на борту погибло 13 человек. Наиболее вероятной причиной катастрофы считается ошибка экипажа, связанная с неспособностью пилотов провести визуальную ориентировку в ночных условиях.

## Маршрутная сеть перевозок

### Флорида
- Джексонвилл — Международный аэропорт Джэксонвилл

### Джорджия
- Атланта — Международный аэропорт Хартсфилд-Джексон Атланта

### Индиана
- Индианаполис — Международный аэропорт Индианаполис

### Айова
- Де-Мойн — Международный аэропорт Де-Мойн

### Канзас
- Уичита — Среднеконтинентальный аэропорт Уичита

### Луизиана
- Новый Орлеан — Международный аэропорт Новый Орлеан имени Луи Армстронга

### Миннесота
- Миннеаполис — Международный аэропорт Миннеаполис/Сент-Пол

### Миссури
- Сент-Луис — Международный аэропорт Сент-Луис имени Ламберта ХАБ

### Нью-Джерси
- Ньюарк — Международный аэропорт Ньюарк Либерти

### Северная Каролина
- Шарлотт — Международный аэропорт Шарлотт/Дуглас
- Роли — Международный аэропорт Роли/Дарем

### Огайо
- Дейтон — Международный аэропорт Дейтона имени Джеймса М. Кокса

### Оклахома
- Оклахома-сити — Аэропорт имени Уилла Роджерса
- Талса — Международный аэропорт Талса

### Пенсильвания
- Филадельфия — Международный аэропорт Филадельфия

### Теннесси
- Нэшвилл — Международный аэропорт Нэшвилл

### Техас
- Остин — Международный аэропорт Остин-Бергстром
- Сан-Антонио — Международный аэропорт Сан-Антонио

### Вирджиния
- Норфолк — Международный аэропорт Норфолк
- Ричмонд — Международный аэропорт Ричмонд
- Вашингтон — Международный аэропорт Вашингтон Даллес

### Висконсин
- Мэдисон — Региональный аэропорт округа Дэйн
- Милуоки — Международный аэропорт имени генерала Митчелла

## Отменённые маршруты
- Кентукки
  - Оуэнсборо — Региональный аэропорт Оуэнсборо округа Дэйвис [1]
- Миссури
  - Кейп-Жирардо — Региональный аэропорт Кейп-Жирардо [1]
- Теннесси
  - Джексон — Региональный аэропорт Маккеллар-Сайпс [1]
- Техас
  - Хьюстон — Аэропорт Хьюстон Интерконтинентал[2]